# 오시오 마나부
오시오 마나부(일본어: 押尾学, 1978년 5월 6일 - )는 일본의 배우이자 가수이다.

## 개요
1982년부터 8년간 미국 로스앤젤레스에서 살았다.
2006년 11월에 동갑인 배우 야다 아키코와 결혼, 2007년에는 아들이 태어났지만 2009년 아래 사건으로 이혼했다.
2009년 8월 2일 새벽, 롯폰기의 한 아파트에서 오시오는 한 여성과 같이 있었는데, 이 여성이 이상을 보여 오시오는 매니저를 부르고 아파트에서 나갔다. 이후 이 여성은 사망했다. 같은 날 오후, 이 건과 관련하여 경찰의 조사를 받던 오시오는 안색이 창백해지고 손을 떠는 등의 행동을 보여 검사를 받은 결과, 엑스터시의 양성 반응을 나타내 마약복용 혐의로 체포되었다. 오시오는 이에 대해 지인으로부터 받은 것이며 불법적인 물건인지 알지 못했다고 혐의를 부인했다.

## 출연작
- 신 쇼난폭주족(ja) - 데뷔작
- 내사랑 사쿠라코
- 20세의 결혼(ja)
- 맵 오브 더 사운드 오브 도쿄(fr)
- 카오스 레기온

외 다수

## 참고 문헌
- 押尾学容疑者、薬物使用の疑いで逮捕！変死女性置き去り, 2009-08-04, スポーツ報知
- 俳優・押尾学容疑者を逮捕　合成麻薬使用の疑い, 2009-08-04, 朝日新聞